# 阿列克塞 (基辅都主教)
圣阿列克塞（1296年以前-1378年），世俗名埃莱夫特里·费奥多罗维奇·维亚孔特，1354年至1378年间基辅及全罗斯都主教。伊凡二世薨逝后于德米特里·顿斯科伊幼年时担任摄政。他是留里克王朝奥利戈维奇系切尔尼戈夫王公的后裔。1320年进入莫斯科主显修道院，苦修十二年，导师为杰隆修斯长老与圣谢尔盖·拉多涅日斯基的兄弟圣史蒂芬。狄奥格诺斯特都主教后授予阿列克塞教堂管理职务。1350年末，都主教将它按立为弗拉基米尔主教。1354年，狄奥格诺斯特薨，阿列克塞继承其都主教职位。